# Chamaedorea recurvata
Chamaedorea recurvata är en enhjärtbladig växtart som beskrevs av Donald R. Hodel. Chamaedorea recurvata ingår i släktet Chamaedorea och familjen Arecaceae.
Artens utbredningsområde är Panama. Inga underarter finns listade i Catalogue of Life.